# Santa Bárbara del Zulia
Santa Bárbara del Zulia è una parrocchia del municipio Colón, nello stato di Zulia, in Venezuela. Forma una conurbazione insieme a San Carlos del Zulia, capoluogo del comune di Colón.

## Storia
Situata a sud del lago Maracaibo, è la principale città bovina della regione. Fu fondata nel 1704 e rifondata nel 1778. Storicamente, è diventata importante quando è stata stabilita una rotta commerciale dalle aree produttive delle Ande venezuelane al porto di Maracaibo.